# Daajing Giids
Daajing Giids, känd som Queen Charlotte 1891–2022, är en bykommun på Grahamön i ögruppen Haida Gwaii i Kanada.   Den ligger i North Coast Regional District och provinsen British Columbia, i den sydvästra delen av landet, 4 100 km väster om huvudstaden Ottawa. Antalet invånare är 948.